# بخش نوبل (شهرستان دیفاینس، اوهایو)
بخش نوبل (به انگلیسی: Noble Township) یک منطقهٔ مسکونی در ایالات متحده آمریکا است که در شهرستان دفیانس، اوهایو واقع شده‌است.
 بخش نوبل ۶۱٫۲ کیلومتر مربع مساحت و ۶٬۳۲۶ نفر جمعیت دارد و ۲۱۴ متر بالاتر از سطح دریا واقع شده‌است.